# Love Is the Answer
Love is the Answer (рус. Любовь — это ответ) — джазовый альбом Барбры Стрейзанд, выпущенный 28 сентября 2009 года. Продюсером альбома выступила джазовая певица Дайана Кролл, а музыкальной аранжировкой занимался композитор Джонни Мандел. Издание содержит два диска: один содержит чисто композиции Стрейзанд, а бонусный — квартет Дайаны Кролл.
Для продвижения альбома 26 сентября 2009 года Стрейзанд выступила с единственным концертом в знаменитом нью-йоркском джаз-клубе Village Vanguard на 7-й авеню. 17 октября альбом занял первое место в Billboard 200.

## Список композиций

### CD1 (Standart Edition)
| №   | Название                                                              | Длительность |
| --- | --------------------------------------------------------------------- | ------------ |
| 1.  | «Here's to Life» (Арти Батлер, Филлис Молинэри)                       | 4:35         |
| 2.  | «In the Wee Small Hours of the Morning» (Боб Хиллиард, Дэвил Манн)    | 4:02         |
| 3.  | «Gentle Rain» (Луиз Бонфа, Мэтт Дабби)                                | 4:19         |
| 4.  | «If You Go Away (Ne Me Quitte Pas)» (Жак Брель, Род МакКуэн)          | 4:14         |
| 5.  | «Spring Can Really Hang You Up the Most» (Фрэн Ландесман, Томми Волф) | 4:32         |
| 6.  | «Make Someone Happy» (Бетти Комден, Адольф Грин, Жуль Стайн)          | 4:08         |
| 7.  | «Where Do You Start?» (Джонни Мандел, Алан Бергман, Мэрилинн Бергман) | 4:26         |
| 8.  | «A Time for Love» (Мандел, Пол Фрэнсис Уэбстер)                       | 5:12         |
| 9.  | «Here's that Rainy Day» (Джонни Бёрк, Джимми ван Хеузен)              | 5:04         |
| 10. | «Love Dance» (Иван Линс, Джилзон Параззетта, Пол Уильямс)             | 4:43         |
| 11. | «Smoke Gets in Your Eyes» (Джером Керн, Отто Харбах)                  | 4:22         |
| 12. | «Some Other Time» (Леонард Бернстайн, Комден, Грин)                   | 4:43         |

### Бонус-треки
| №   | Название                                                                     | Длительность |
| --- | ---------------------------------------------------------------------------- | ------------ |
| 13. | «You Must Believe in Spring» (Алан Бергман, Мэрилинн Бергман, Мишель Легран) | 4:04         |

### CD2 (Deluxe Edition)
Содержит те же песни, что и стандартная версия (исключая бонус-трек) в сопровождении квартета Дайаны Кролл.